# Philotes intermedia
Philotes intermedia är en fjärilsart som beskrevs av Barnes och Mcdunnough 1917. Philotes intermedia ingår i släktet Philotes och familjen juvelvingar. Inga underarter finns listade i Catalogue of Life.